# Cachora (Abancay)
Cachora es una localidad peruana ubicada en la región Apurímac, provincia de Abancay, distrito de San Pedro de Cachora, Perú. Se encuentra a una altitud de 2902 m s. n. m. Tenía una población de 703 habitantes en 1993.
El pueblo es punto de inicio para realizar caminatas hacia el sitio arqueológico de Choquequirao.

## Galería

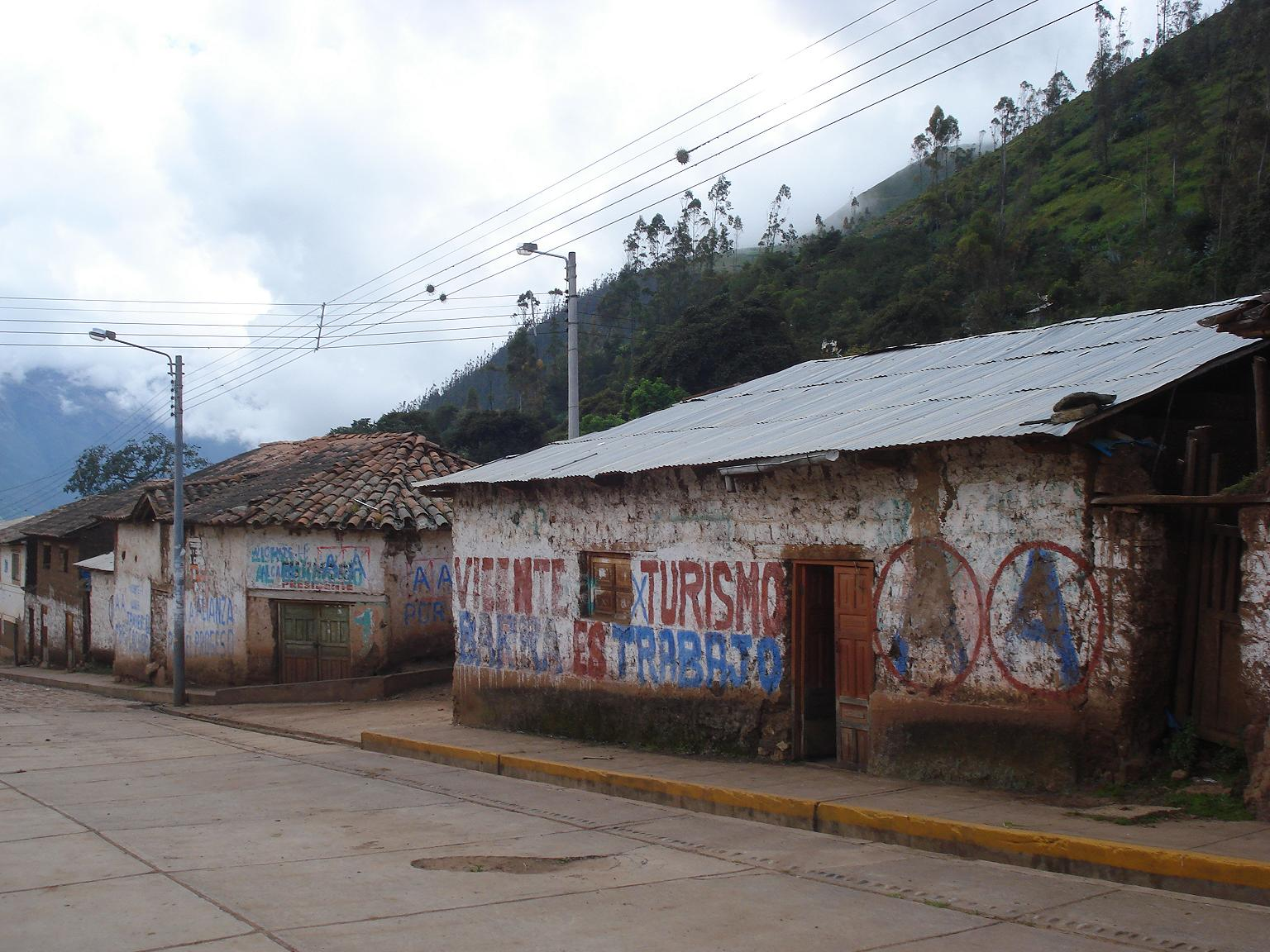
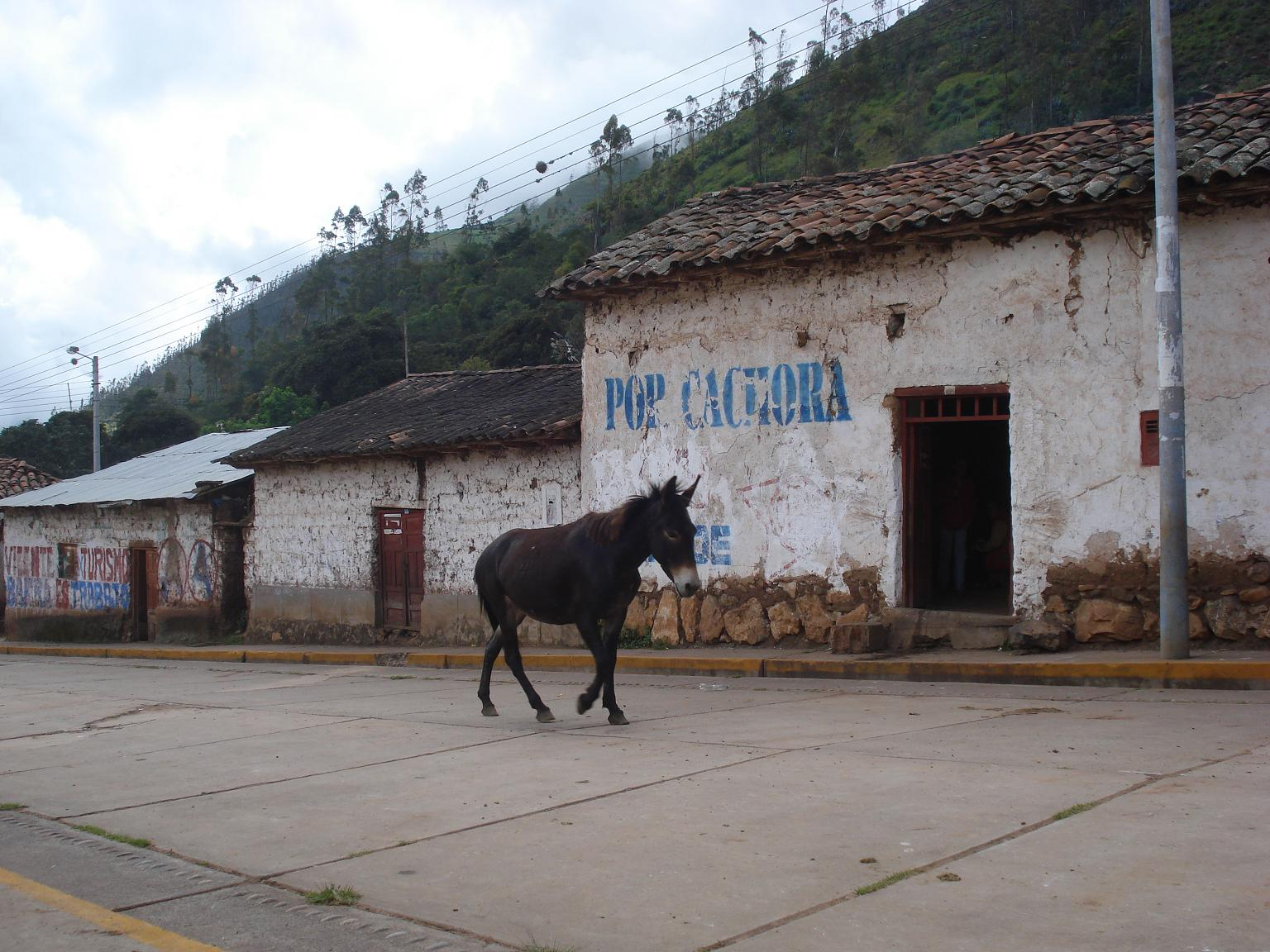
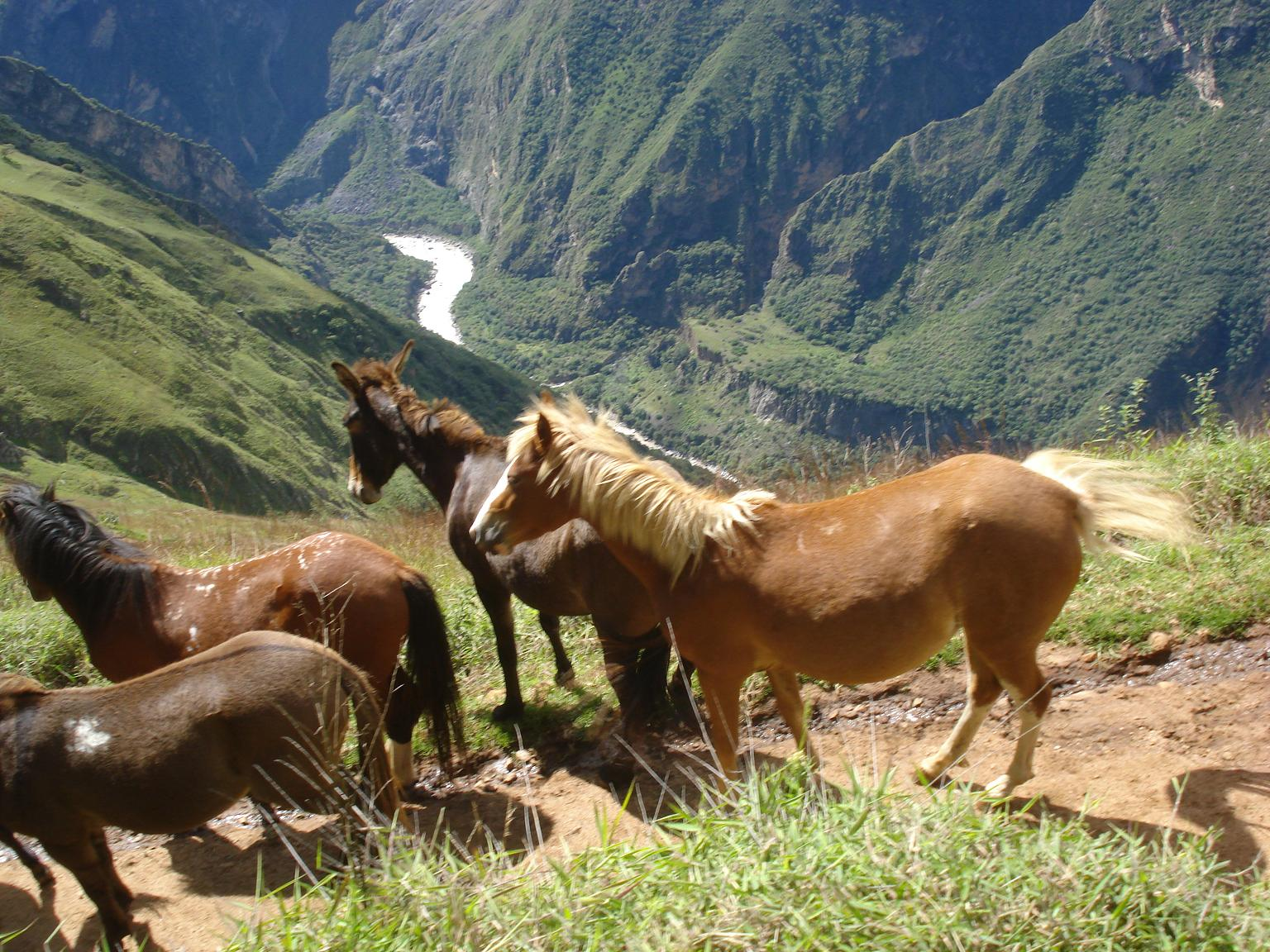

## Clima
| Parámetros climáticos promedio de Cachora | Parámetros climáticos promedio de Cachora | Parámetros climáticos promedio de Cachora | Parámetros climáticos promedio de Cachora | Parámetros climáticos promedio de Cachora | Parámetros climáticos promedio de Cachora | Parámetros climáticos promedio de Cachora | Parámetros climáticos promedio de Cachora | Parámetros climáticos promedio de Cachora | Parámetros climáticos promedio de Cachora | Parámetros climáticos promedio de Cachora | Parámetros climáticos promedio de Cachora | Parámetros climáticos promedio de Cachora | Parámetros climáticos promedio de Cachora |
| Mes                                       | Ene.                                      | Feb.                                      | Mar.                                      | Abr.                                      | May.                                      | Jun.                                      | Jul.                                      | Ago.                                      | Sep.                                      | Oct.                                      | Nov.                                      | Dic.                                      | Anual                                     |
| ----------------------------------------- | ----------------------------------------- | ----------------------------------------- | ----------------------------------------- | ----------------------------------------- | ----------------------------------------- | ----------------------------------------- | ----------------------------------------- | ----------------------------------------- | ----------------------------------------- | ----------------------------------------- | ----------------------------------------- | ----------------------------------------- | ----------------------------------------- |
| Temp. máx. media (°C)                     | 21.6                                      | 21.3                                      | 21.2                                      | 22.2                                      | 21.9                                      | 21.3                                      | 21.3                                      | 22.2                                      | 22.1                                      | 24.2                                      | 23.6                                      | 22                                        | 22.1                                      |
| Temp. media (°C)                          | 14.3                                      | 14.2                                      | 14                                        | 14.3                                      | 13.5                                      | 12.5                                      | 12.5                                      | 13                                        | 13.9                                      | 15.6                                      | 15.3                                      | 14.5                                      | 14                                        |
| Temp. mín. media (°C)                     | 7                                         | 7.1                                       | 6.9                                       | 6.5                                       | 5.2                                       | 3.8                                       | 3.7                                       | 3.9                                       | 5.8                                       | 7.1                                       | 7.1                                       | 7.1                                       | 5.9                                       |
| Fuente: climate-data.org                  |                                           |                                           |                                           |                                           |                                           |                                           |                                           |                                           |                                           |                                           |                                           |                                           |                                           |

## Lugares de interés
- Mirador de Capuliyoc[4]
- Sitio arqueológico de Inkaraqay[5]